# Епархия Декорианы
Епархия Декорианы (лат.  Dioecesis Decorianensis ) — титулярная епархия Римско-Католической церкви с 1959 года.

## История
Город Декориана (современная территория Туниса) в первые века христианства входил в состав римской провинции Безацена и была центром одноимённой епархии. Известны имена двух античных епископа Декорианы. Епископ Леонций был вызван в 484 году в Карфаген королём вандалом Хунерихом для участия в процессе над епископом, который впоследствии был сослан на Корсику. Второй епископ Пасказий подписал в 646 году решения местного африканского собора, выступающего против монофелитства.
С 1959 епархия Декорианы  является титулярной епархией Римско-Католической церкви.

## Античные епископы
- епископ Леонций (упоминается в 484 году);
- епископ Пасказий (упоминается в 646 году)

## Титулярные епископы
- епископ Felipe Benito Condurú Pacheco (17.01.1959 — 1.10.1972);
- епископ Julius Gábriš (19.02.1973 — 13.11.1987);
- епископ Max Takuira Matthew Mariu, S.M. (30.01.1988 — 12.12.2005);
- епископ Ян Немец ( 21.10.2006 — 27.10.2017).

## Источник
- Pius Bonifacius Gams, Series episcoporum Ecclesiae Catholicae, Leipzig 1931, p. 465  (лат.)
- Stefano Antonio Morcelli, Africa christiana, Volume I, Brescia 1816, p. 150  (лат.)
- J. Ferron, v. Decorianensis in Dictionnaire d’Histoire et de Géographie ecclésiastiques, vol. IX, 1937, col. 155  (фр.)